# Punta Secca
Punta Secca (Punta Sicca  en  siciliano) es un pequeño barrio pesquero, fracción de Santa Croce Camerina en el Libre consorcio municipal de Ragusa, en Sicilia.

## Geografía
Punta Secca se encuentra en el Mar Mediterráneo, entre Punta Braccetto, Kaukana y Casuzze, y al lado de Marina di Ragusa. Es distante 5 km de Santa Croce Camerina, 16 de Scoglitti, 18 de Donnalucata, 27 de Scicli, 32 de Modica, 23 de Vittoria y Comiso, y 27 de  Ragusa.

## Construcciones principales
El pueblo tiene un  faro, un pequeño puerto y una antigua torre de vigilancia, la Torre Scalambri, del siglo XVI que está al lado del puerto.

## En la cultura popular
La fracción debe su reciente popularidad al hecho de que uno de los platós de la serie de televisión Il commissario Montalbano. La casa de Salvo Montalbano se encuentra, de hecho, en la serie, en una pequeña villa de la plaza del pueblo.